# Engrotten
Hang Én eller Engrotten (egentlige sejlere-grotten, fordi der er mange svaler i denne grotte ) er en grotte i Vietnam, i nationalparken Phong Nha-Ke Bang, provins Quang Binh. Thien Duong ligger 450 km syd for Hanoi, 1260 km nord for Ho Chi Minh-byen, 60 km nord for Dong Hoi. Dette er den tredje største grotte i verden  efter Son Doong grotten og Deergrotten i Malaysia.
Grotten blev opdaget af en lokal hundrede år siden, og blev efterfølgende udforsket af en britisk gruppe. Senere fortsatte grotteforskere udforskning og kortlægning af grotten som viste sig at have en udstrækning på 1645 m. 
Den lokale virksomhed Oxalis Company har herefter bygget veje og supplerende turistfaciliteter, hvorefter grotten blev åbnet for turister fra 3. september 2011.
Det viste sig på amerikansk program Good Morning America maj 2015 med Son Doong grotten,